# Корабль
Кора́бль (рос. Корабль) — село у складі Газімуро-Заводського району Забайкальського краю, Росія. Входить до складу Газімуро-Заводського сільського поселення.

## Населення
Населення — 107 осіб (2010; 105 у 2002).
Національний склад (станом на 2002 рік):
- росіяни — 98 %